# Tantite
La tantite est un minéral d'oxyde de tantale rare de formule : Ta2O5. La tantite forme des cristaux tricliniques incolores microscopiques transparents - cristaux pédiaux avec un éclat adamantin. Elle a une dureté de 7 sur l'échelle de Mohs, une densité élevée de 8,45 et montre une certaine anisotropie. Les analyses chimiques montrent une inclusion mineure (1,3 %) d'oxyde de niobium.
Elle a été décrite pour la première fois en 1983 pour une occurrence dans une pegmatite du mont Vasin-Mylk, dans l'oblast de Mourmansk, dans la péninsule de Kola en Russie. Son nom fait référence à l'élément tantale. L'IMA lui a attribué le symbole Tan. 
Elle a également été signalée dans un complexe de pegmatite dans le comté de Florence, dans le Wisconsin. Il existe 5 autres gisements dans le monde selon Mindat.org. Les espèces minérales associées comprennent l'elbaïte, la lépidolite, le spodumène, la columbite-tantalite, la wodginite et la microlite.